# Piz Arpschella
Piz Arpschella är en bergstopp i Schweiz.   Den ligger i regionen Engiadina Bassa/Val Müstair och kantonen Graubünden, i den östra delen av landet, 200 km öster om huvudstaden Bern. Toppen på Piz Arpschella är 3 032 meter över havet, eller 111 meter över den omgivande terrängen. Bredden vid basen är 1,4 km.
Terrängen runt Piz Arpschella är bergig åt sydost, men åt nordväst är den kuperad. Närmaste större samhälle är Davos, 16,3 km nordväst om Piz Arpschella. 
Trakten runt Piz Arpschella består i huvudsak av gräsmarker. Runt Piz Arpschella är det mycket glesbefolkat, med 4 invånare per kvadratkilometer.